# Хью ле Диспенсер, 4-й барон Диспенсер
Хью (V) ле Диспенсер (англ. Hugh le Despencer; 1308 — 8 февраля 1349), 2/4-й барон ле Диспенсер и 1-й лорд Гламорган с 1338, старший сын Хью ле Диспенсера Младшего, 1/3-го барона ле Диспенсера, и Элинор де Клер.

## Биография
Отец и дед Хью (V), Хью Диспенсер Старший и Хью Диспенсер Младший были казнены в 1326 году, их владения и титулы были конфискованы. Мать Хью была заключена в Лондонском Тауэре. Три сестры Хью, Элинор, Джоан и Маргарет, были насильственно пострижены в монахини. Этой участи избежали только старшая замужняя сестра Изабель и самая младшая, Элизабет, бывшая в то время младенцем.
Хью пытался защитить замок Кайрфилли от армии королевы Изабеллы, но весной 1327 года был вынужден сдаться в обмен на обещание жизни. Он также был отправлен в заключение.
Ситуация изменилась после свержения и казни Роджера Мортимера королём Эдуардом III в 1330 году. В 1331 году Элинор де Клер, матери Хью, были возвращены владения в Валлийской марке, а в июле Хью был выпущен на свободу.
Будучи близким родственником короля Эдуарда III, он получил  восстановленный для него в 1338 году титул барона ле Диспенсера. Также он после смерти матери в 1337 году унаследовал её владения, а в 1338 году получил титул лорда Гламоргана.
После начала Столетней войны Хью вместе с братьями принимал участие в военных операциях короля Эдуарда III во Франции. Он 24 июня 1340 года сражался в морской битве при Слейсе, а 26—27 августа 1346 года — в битве при Креси.
Хью умер 8 февраля 1349 года. Детей он не имел, так что его владения унаследовал племянник, Эдвард ле Диспенсер. Титул же барона ле Диспенсера на некоторое время исчез, но в 1357 году был восстановлен для Эдварда.

## Семья
Жена: с 27 апреля 1341 Эли́забет (умерла 31 мая 1359), дочь Уильяма Монтегю, 1-го графа Солсбери, и Кэтрин Грандисон, вдова Жиля Бэдлсмира, 2-го барона Бэдлсмир. Детей в этом браке не было, Элизабет после смерти Диспенсера вышла за Ги де Бриана, барона Бриана.